# Борнов ултиматум (филм)
Борнов ултиматум (енгл. The Bourne Ultimatum) је акциони трилер филм из 2007. године, који је делимично базиран на истоименом роману Роберта Ладлума. Филм је режирао Пол Гринграс, док глумачку поставу чине: Мет Дејмон, Џулија Стајлс, Дејвид Стратерн, Скот Глен, Педи Консидајн, Едгар Рамирез, Алберт Фини, Џоун Ален и Данијел Брил. Трећи је филм у серијалу о Џејсону Борну, као наставак филмова Борнов идентитет (2002) и Борнова надмоћ (2004). Четврти филм из серијала, Борново наслеђе, изашао је 2012. године, али у њему се није појавио Дејмон, док је пети филм (директни наставак Ултиматума), Џејсон Борн, премијерно приказан 2016. године.
Продукцију филма је радио студио Јуниверсал пикчерс, а филм је реализован 3. августа 2007. године, зарадивши преко 444 милиона долара широм света, што га је у то време учинило најуспешнијим филмом у којем је главну улогу имао Дејмон. Филм је примио позитивне критике ос стране критичара који га сматрају најбољим филмом у серијалу, а нарочито су хвалили глуму, акционе сцене, дизајн звука, причу, каскаде, снимање и музику Џона Пауела. Национални одбор за рецензију филмова га је сврстао међу десет најбољих филмова из 2007. године, а филм је освојио сва три Оскара за које је био номинован: за најбољу монтажу, најбољи микс звука и најбољу монтажу звука.

## Радња
Овај филм је трећи део трилогије, акционих трилера чији је главни јунак човек који је изгубио идентитет.
Филм је шпијунски трилер. Џејсон Борн је обучени убица, који је подвргнут бруталној обуци. Он је постао човек без земље и прошлости. Претворен је у људско оружје, најтежу мету коју је ЦИА икад пратила. Он је пронађен пре неколико година како плута а Средоземном мору близу италијанских обала. Он жели да сазна ко га је научио да убија, пошто се не сећа своје обуке ни људи са којима је био у контакту. Али се сећа, да је његова девојка Мари умрла од метка и због тога он жели освету. После што се осветио желео би да се повуче, и да живи живот непознатих људи, али се појављује чланак у лондонским новинама о њему и он постаје мета.

## Улоге
| Глумац          | Улога          |
| --------------- | -------------- |
| Мет Дејмон      | Џејсон Борн    |
| Џулија Стајлс   | Ники Парсонс   |
| Дејвид Стратерн | Ноа Возен      |
| Скот Глен       | Езра Крејмер   |
| Педи Консидајн  | Сајмон Рос     |
| Едгар Рамирез   | Паз            |
| Алберт Фини     | Др Алберт Херш |
| Џоун Ален       | Памела Ланди   |
| Том Галоп       | Том Кронин     |
| Кори Џонсон     | Реј Вилс       |
| Данијел Брил    | Мартин Кројц   |